# 土浦セントラルシネマズ
土浦セントラルシネマズ（つちうらセントラルシネマズ）は、日本の映画館である。1957年（昭和32年）、茨城県土浦市に祇園セントラル映画劇場（ぎおんセントラルえいがげきじょう）として開館、1968年（昭和43年）には土浦セントラル劇場（つちうらセントラルげきじょう）と改称、1989年（平成元年）から現在の4スクリーンになった。

## 沿革
- 1957年 - 祇園セントラル映画劇場として開館[1]
- 1968年 - 土浦セントラル劇場と改称[8]
- 1981年 - 改築により土浦セントラル劇場1・2の2館になる[9][10]
- 1989年 - 改装により土浦セントラルシネマズ4スクリーンになる[1][11][12]

## データ
- 所在地 : 茨城県土浦市川口1丁目11番5号 TCビル2階[2]
  - 創設時の同県同市川口町 祇園会館

北緯36度4分52.7秒 東経140度12分9.66秒 / 北緯36.081306度 東経140.2026833度
- 経営 : 中島棟次[4] ⇒ 小島博[6] ⇒ 寺内龍太郎[7] ⇒ 常陽土地建物株式会社[10] ⇒ 有限会社T.R.E.
- 支配人 : 
  1. 小島博（1957年 - 1963年）[6]
  2. 梅村昌三郎（1963年 - 1982年）[7]
  3. 寺内龍太郎（1982年 - 1989年）
  4. 寺内龍地（1989年 - 現在）[1]
- 構造 : 
  1. 祇園会館 : 木造二階建（1957年 - 1982年）
  2. TCビル : 鉄筋コンクリート5階建（1982年 - 現在）
- 観客定員数 :
  1. シネマ1 : 300名[2]
  2. シネマ2 : 280名[2]
  3. シネマ3 : 210名[2]
  4. シネマ4 : 170名[2]

## 概要
第二次世界大戦後の1957年（昭和32年）、日本国有鉄道（現・東日本旅客鉄道）常磐線土浦駅西口近く、茨城県土浦市川口町の祇園会館内に祇園セントラル映画劇場（土浦祇園セントラルとも）として開館した。同年の情報を掲載する『映画便覧 1958』によれば、創業当初の同館は、中島棟次の個人経営であり、支配人は小島博であった。1961年（昭和36年）前後には、小島博が館主と支配人を兼任する体制になっている。1963年（昭和38年）には、寺内龍太郎の個人経営、梅村昌三郎が支配人という体制に変わった。寺内龍太郎は寺内タケシの父親で、のちに土浦市議会議員（議長）に就任する人物である。
同館は、大正時代から映画館が存在した、土浦市内では最後発であり、開館当時1957年の同市内には、小野座（のちの土浦日活劇場、仲町、現在の中央2丁目6番28号）、土浦劇場（1926年開館、匂町3135番地、現在の桜町2丁目6番14号）、銀映座（のちの土浦東映劇場、本町801番地、現在の中央2丁目3番7号）、霞浦劇場（1927年開館、東崎町744番地、現在の中央2丁目4番16号）、土浦大映劇場（1954年開館、のちのテアトル土浦、朝日町、現在の桜町3丁目4番4号）、荒川沖映画劇場（1953年開館、荒川沖町684番地・当時）の6館がすでに存在した。
1968年（昭和43年）には、古い町名である「祇園町」の冠を廃して、土浦セントラル劇場と改称する。当時の同市内の映画館は、同館のほか、テアトル土浦（経営金塚節、支配人金塚誠）、土浦劇場（経営・支配人関口卓雄）、霞浦劇場（経営・支配人前田一郎）、土浦東映劇場（経営小口登、支配人川崎富次郎）、土浦日活劇場（経営太陽企業、支配人斎藤友幸）の6館が存在した。茨城県出身の漫画家・うるの拓也は、中学在学中の1977年（昭和52年）に『テンタクルズ』（監督オリヴァー・ヘルマン）、1978年（昭和53年）に『スター・ウォーズ』（監督ジョージ・ルーカス）といった洋画をセントラル劇場で観たという。
1981年（昭和56年）には、従来の木造二階建を取り壊して現在のTCビルを新築、同ビル2階に土浦セントラル劇場1・2の2館を開館する。同時期に、同館の経営を従来の個人経営から、常陽土地建物株式会社へと変更している。同年には、霞浦劇場が土浦ピカデリー1・2（中央2丁目5番1号）を開館しており、1978年（昭和53年）にはテアトル土浦が敷地内に土浦プラザを開館しており、従来からの土浦劇場、土浦東映劇場、霞浦劇場、土浦にっかつ劇場を含めて、同市内には10館の映画館が存在していた。
1989年（平成元年）、さらに改装を行い、4スクリーンを有する土浦セントラルシネマズとした。同市内の映画館は、同年には、同館4館のほか、テアトル土浦・土浦プラザとシアター505、土浦ピカデリー1・2、土浦東映劇場、霞浦劇場の11館になっていた。土浦劇場、土浦にっかつ劇場はすでに閉館した。その後、同館の経営は、寺内充が代表を務める常陽土地建物から、寺内龍地が代表を務める有限会社T.R.E.に変わっている。寺内充は、2003年（平成15年）4月27日の土浦市議会議員選挙に当選以来、3期を務める市議会議員（副議長）である。1997年（平成9年）12月20日公開の『タイタニック』（監督ジェームズ・キャメロン）は大ヒットとなり、12回観た女性もいたという。2009年（平成21年）4月11日公開の邦画『クローズZEROII』（監督三池崇史）では、同館内でもロケが行われ、ロードショー上映期間中には同作のスタッフTシャツが50名に当たる入場者限定プレゼント企画が実施されていた。
2011年（平成23年）3月11日、東日本大震災が発生。土浦市で震度6弱を観測し、入居しているTCビルも被害を受けた結果、スクリーン3と4が営業休止状態となっている。その後映画上映のデジタル化も追い打ちとなったが、残ったスクリーン1と2は2015年（平成27年）にようやくデジタル化された。デジタル化前に上映された『祖谷物語 おくのひと』（2014年）はロングランとなり、同作の蔦哲一朗監督も土浦セントラルを訪れたという。
2015年（平成27年）12月から2016年（平成28年）まで、霞ヶ浦を舞台にした映画『花蓮』を上映。作品自体は2011年（平成23年）に製作したものだったが、茨城県内では4年越しの初上映となった。同年12月23日に行われた上映初日の舞台挨拶では、監督した五藤利弘と出演したキタキマユ（鹿嶋市出身）が来館した。2017年（平成29年）8月20日には、『いのちあるかぎり 木田俊之物語』上映時の舞台挨拶で、同作監督の渡邊豊と、出演した鈴木まりや、若井久美子が来館した。
2017年（平成29年）現在、同市内の映画館のうち、従来の映画館は同館を残してすべてすでに閉館しており、同館4スクリーンと、イオンモール土浦内に2009年（平成21年）に開館したシネマサンシャイン土浦（シネマコンプレックス、9スクリーン）の2サイト13スクリーンが存在している。
2016年に公開された戦争アニメーション映画『この世界の片隅に』を当館だけで1035日連続して上映を続けた劇場として知られる。2019年12月20日に『この世界の（さらにいくつもの）片隅に』が公開されたが、公開を翌日に控えた同年12月19日まで上映され、『この世界の（さらにいくつもの）片隅に』の公開に伴って上映が終了となったものの、翌12月20日以降は『この世界の（さらにいくつもの）片隅に』に切り替える形で上映を継続。2020年4月25日から同年5月22日までは緊急事態宣言により止むを得ず一時休館となったが、休館中も無観客上映を続けていた。2021年11月5日を最後に上映終了となることが発表された。その後、上映終了を惜しむ声が多く上がったことを鑑み、上映終了を旧版の公開日である11月12日とするため、1週間延長することを発表した。同年11月12日、同作最後の上映を以って公開終了。2016年11月12日の旧版公開開始から全国の何処かの劇場で必ず上映され続けてきた『この世界の片隅に』『この世界の（さらにいくつもの）片隅に』は足掛け5年、累計連続上映日数1827日（当館だけで1729日）で遂に途切れた。

## 『この世界の片隅に』の連続上映日数について
『この世界の片隅に』は2016年11月12日に公開されて以来、旧版・新版を合せて2021年11月12日の最終上映まで実に丸5年間において途切れることなく必ず何処かの劇場で上映され続けていた。また、新版『この世界の（さらにいくつもの）片隅に』については以下の事情により、連続上映日数をどのように判断するか議論が分かれている。
- 旧版『この世界の片隅に』が公開された2016年11月12日から土浦セントラルシネマズでの上映が開始される前日である2017年02月17日までの連続上映日数は98日（A）。
- 土浦セントラルシネマズでの上映が開始された2017年02月18日から新版『この世界の（さらにいくつもの）片隅に』の上映が開始される前日である2019年12月19日までの連続上映数が1035日（B）。
- 新版『この世界の（さらにいくつもの）片隅に』が公開された2019年12月20日から緊急事態宣言で営業自粛が始まる前日である2020年04月24日までの連続上映日数が127日（C）。
- 緊急事態宣言による営業自粛が開始された2020年04月25日から2020年5月22日までの連続無観客上映期間が28日（D）。
- 有観客での上映が再開された2020年05月23日から上映終了となる2021年11月12日までの連続上映期間は539日（E）。

A・Bは旧版『この世界の片隅に』、C～Eは新版『この世界の（さらにいくつもの）片隅に』であるが、まず、土浦セントラルシネマズはDの期間も無観客で上映を続け、上映日数にカウントしている。
このため、C・D・Eを合計した連続上映期間は694日。このうち、無観客上映の期間であるDを覗いた場合、C・Eをそれぞれ単独で計測するとCは127日、Eは539日だが、C・Eを連続してカウントした場合は666日となる。
旧版と新版は別の作品として扱われているが、同じ作品として扱った上で連続カウントする場合は以下のようになる。
B・C・D・Eを合計した連続上映日数は1729日。このうち、無観客上映の期間であるDを覗いた場合、B・Cを連続でカウントした連続上映日数は1162日、B・C・Eを連続でカウントした連続上映日数は1701日となる。
そして、土浦セントラルシネマズでの上映が開始される前の連続上映日数であるAを加えると、A・Bの合計連続上映日数は1133日。A・B・Cを合計した連続上映日数は1260日、A・B・C・Eを合計した連続上映日数は1799日。そして、無観客上映期間であるDを含んだA～Eの総合連続上映日数は1827日となる。ただし、Ａは土浦セントラルシネマズとは無関係であり、Ａを含める根拠は純粋に映画そのものが旧版の公開から新版の公開終了までの総合計を示す日数でしかない。
随って、旧・新合計の土浦セントラルシネマズでの連続日数は上述のようにB・C・D・Eの合計である1729日となる。
このように、連続上映日数は計測する方法によって大きく異なる。